# Malta (Lieser)
Die Malta ist ein Fluss in Kärnten, der sich mit über 38 km Länge durch das nach ihr benannte Maltatal fließt. Dieses ist wegen seiner Vielzahl von Wasserfällen in der Tourismuswerbung als "Tal der stürzenden Wasser" bekannt und ein beliebtes Ausflugsziel auch wegen der am Ende des Tales liegenden Kölnbreinsperre. Das Tal gehört größtenteils zur Gemeinde Malta.

## Verlauf
Sie entspringt in den Hohen Tauern östlich der Ankogelgruppe. Ursprung der Malta war früher der Zusammenfluss des Groß- und des Kleinelendbaches, der mittlerweile im Stausee der Kölnbreinsperre untergegangen ist. Heutzutage wird die untere Staustufe der Maltakraftwerke, der Speicher Galgenbichl, als Beginn angesehen. Der Fluss wird von vielen Bächen, darunter einige mit imposanten Wasserfällen, gespeist.
Als nordwestlicher Nebenfluss der Lieser mündet sie in dieselbe bei Gmünd und führt hier ungefähr 3,5 m³/s als mittlere Wasserdurchflussmenge.

## Name
Der Name Malta wurde um 993/994 erstmals urkundlich als "Malontina" erwähnt. Der Name kommt aus dem Keltoromanischen und bedeutet "Steingegend" oder "Berggegend".

## Nebenbäche
Die wichtigsten Quell- und Nebenbäche der Malta sind:
| Name           | Mündungsseite    | Mündungsort       | Einzugsgebiet in km² |
| -------------- | ---------------- | ----------------- | -------------------- |
| Großelendbach  | Quellfluss (alt) | Kölnbreinspeicher | 20,4                 |
| Kleinelendbach | Quellfluss (alt) | Kölnbreinspeicher | 15,0                 |
| Hochalmbach    | rechts           | vor Gmünder Hütte | 12,1                 |
| Gößbach        | rechts           | Koschach          | 58,2                 |
| Feistritzbach  | links            | Feistritz         | 12,4                 |

## Energiegewinnung

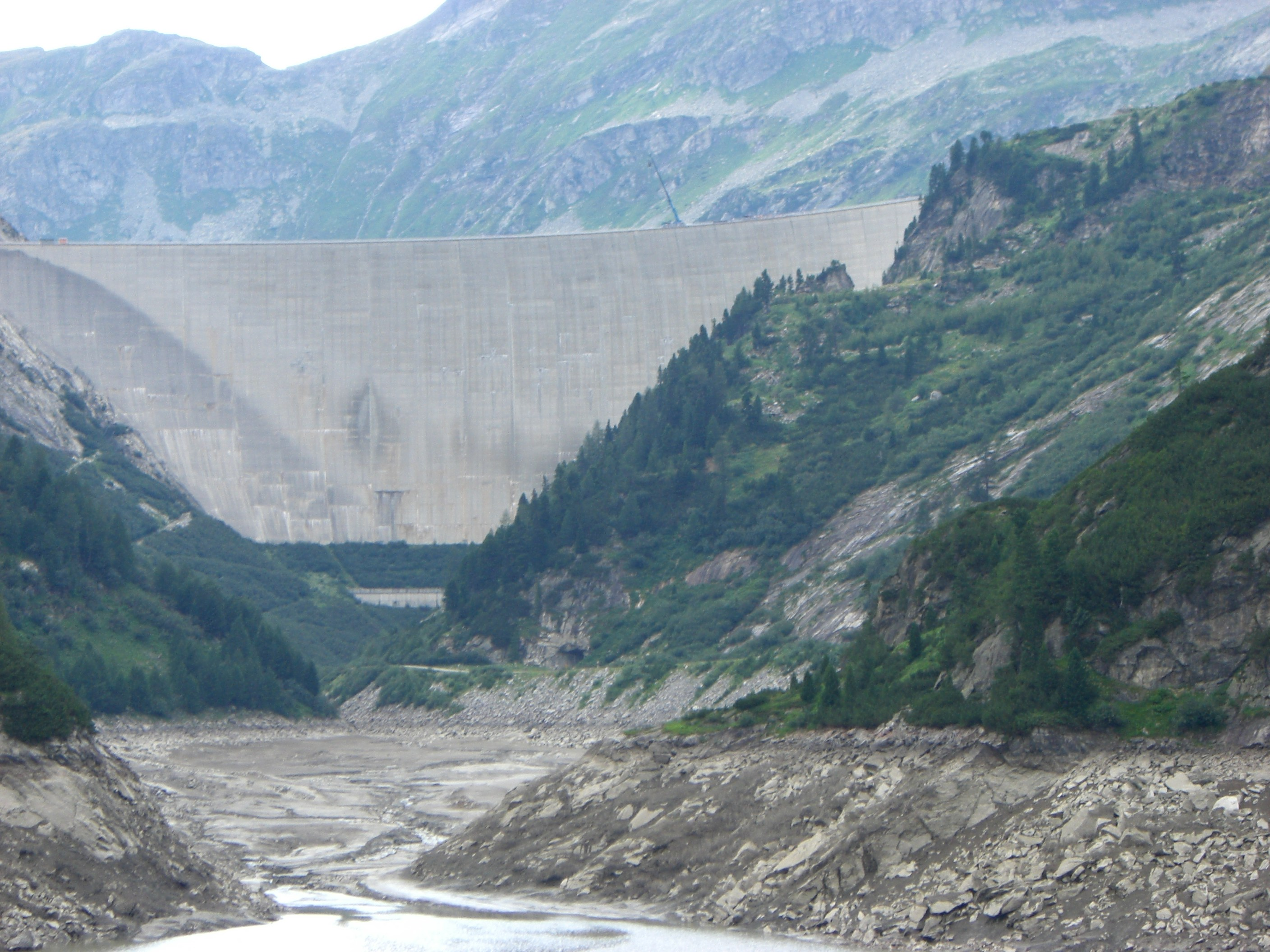
Kölnbreinsperre

Die Malta ist Teil der Maltakraftwerke, der leistungsstärksten Kraftwerksgruppe in Österreich. Die Kölnbreinsperre hat den ursprünglichen Charakter des Flusses durch die Wasserableitungen völlig verändert. So wird das natürliche Einzugsgebiet durch die Ableitungen um 117,3 km² verkleinert.

## Abbildungen

Fallbach-Wasserfall
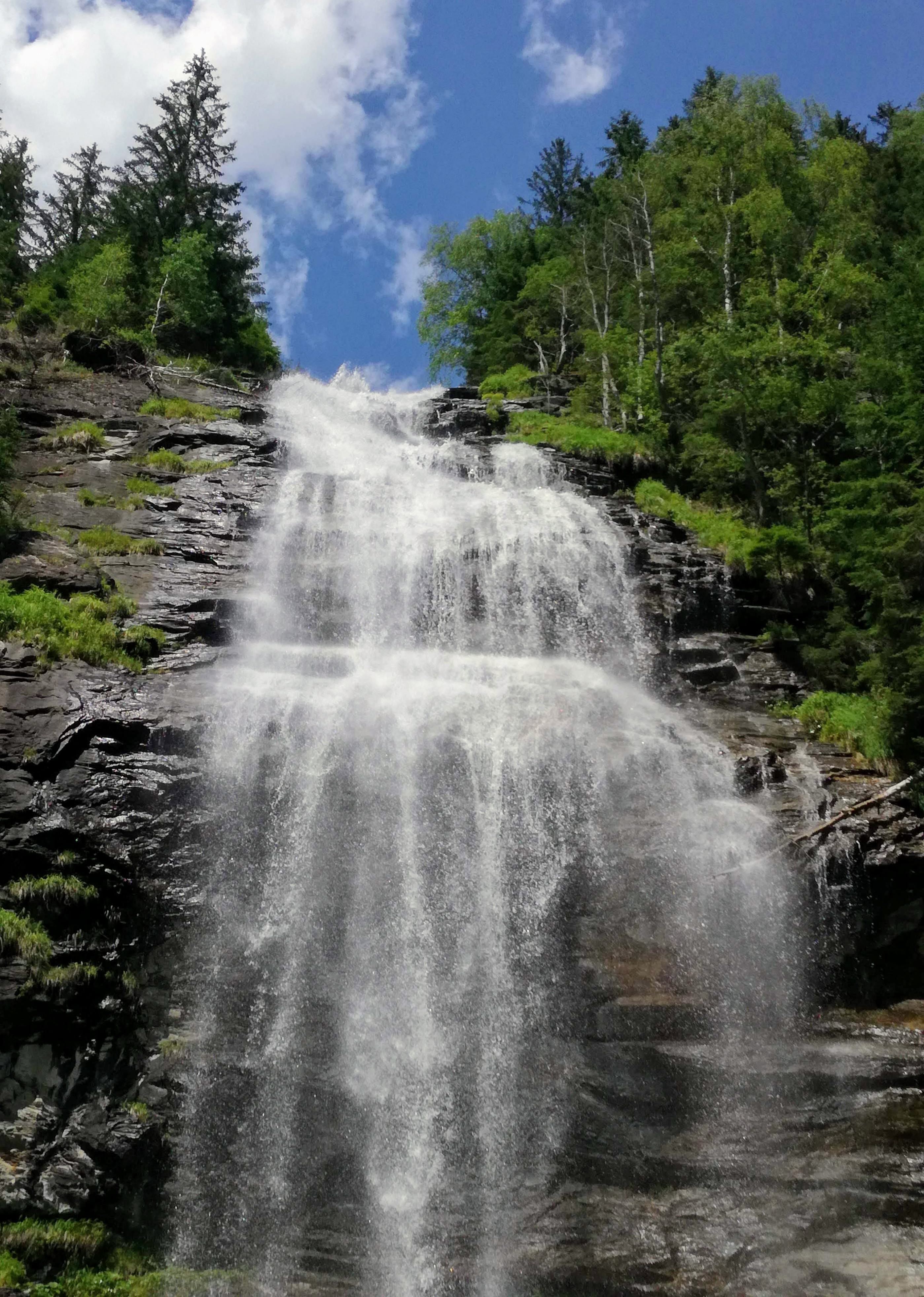
Der Melnikfall, ~300 m Fallhöhe